# Passiflora cerradensis
Passiflora cerradensis är en passionsblomsväxtart som beskrevs av Sacco. Passiflora cerradensis ingår i släktet passionsblommor, och familjen passionsblomsväxter. Inga underarter finns listade i Catalogue of Life.

## Bildgalleri

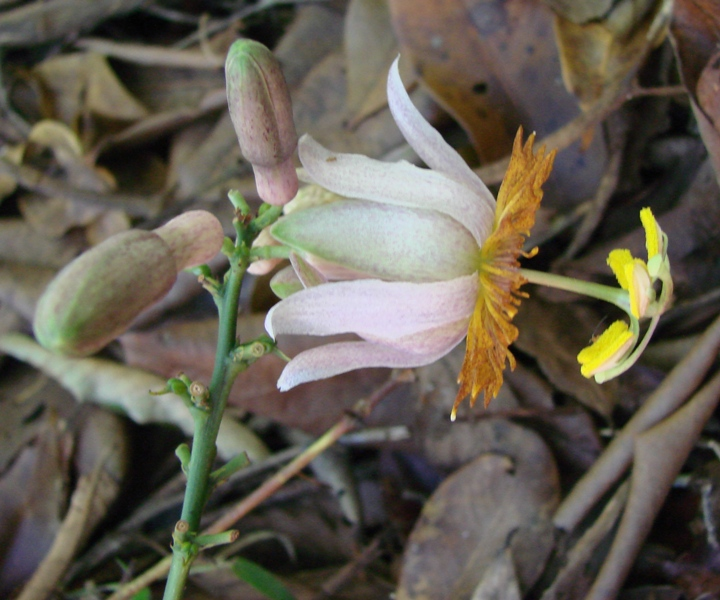